# 社会民主党 (日本)

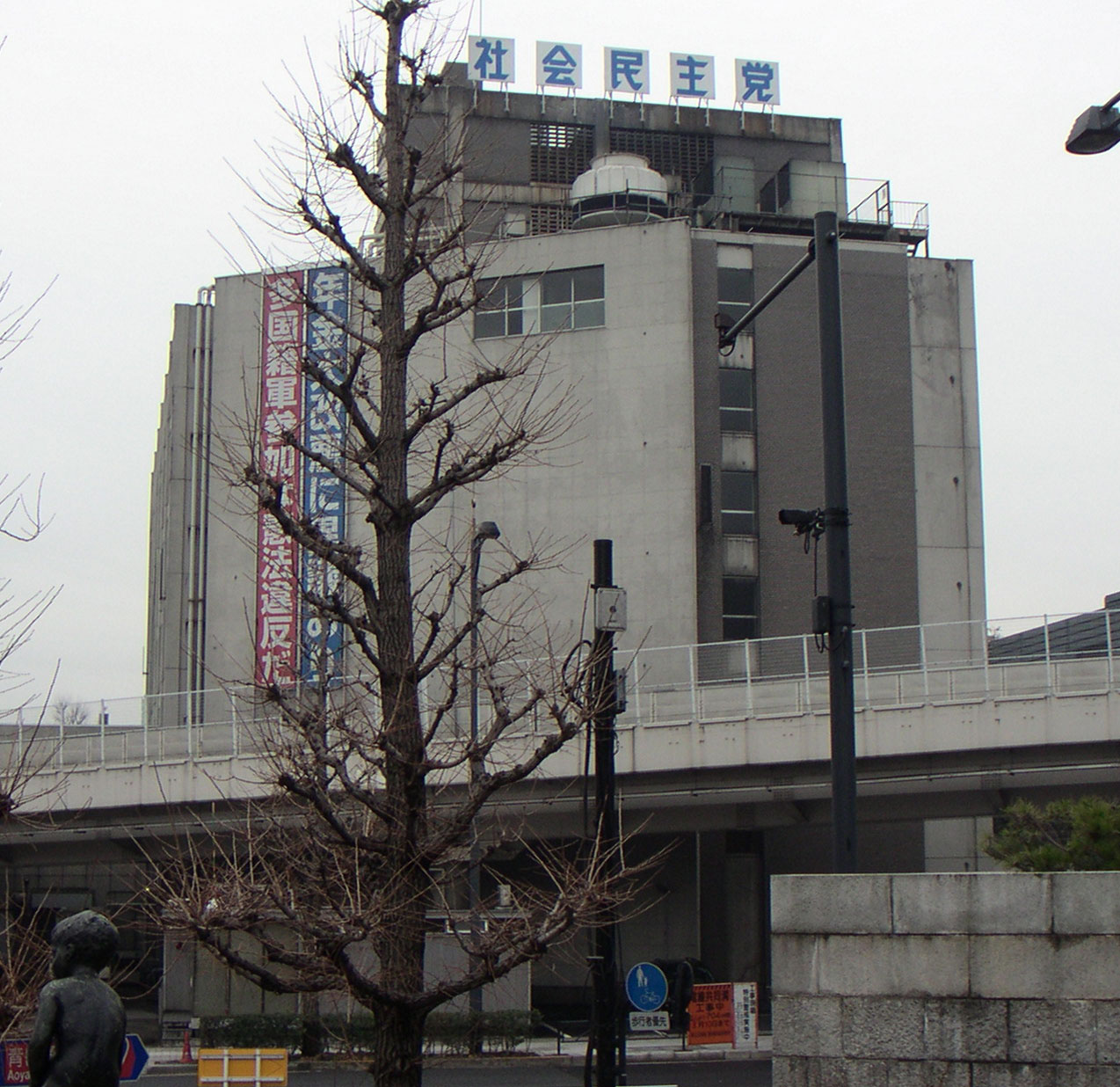
2013年1月转移之前社会党和社民党的总部——社会文化会館

社会民主党（日语：しゃかいみんしゅとう），简称社民党，是日本的一个中间偏左的社会民主主义政党。该党主张建立尊重人类尊严、公正公平、自由民主的社会，创造性发展宪法所规定的主权在民、永久和平、基本人权、国际协调等理念。1996年由原本的日本社會黨改組而成。由於原社會党大部分成员都离开并加入民主黨，而且社民黨過於親近北韓與中國大陸，再加上領導層的年齡偏高，導致社民黨的政黨版圖不斷萎縮，2009年至2010年短暫與民主黨政權組織聯合政府。2010年因堅持美國位于沖繩普天間基地遷移而退出。

## 歷史
1996年1月，原日本社会党召开第六十四届党员大会，决定改党名为“社会民主党”，村山富市任党首，但很快于9月辞任，由土井多贺子接任。而在转型过程中，大量党员离党，加入新進黨或另组民主黨、新社会党。
2003年11月15日，土井多贺子离任，由福岛瑞穗接任。在土井多贺子任内，共经历了3次众议院选举和两次参议院选举。其中，在第41屆日本眾議院議員總選舉、第42屆日本眾議院議員總選舉中，社民党分别获得15席和19席。但在第43屆日本眾議院議員總選舉中，社民党惨败，只获得6个席位。土井因此引责辞职。
在2007年第23届日本参议院议员通常选举和2009年第45届日本众议院议员总选举中，以民主党为首的在野党接连获胜，社民党也与民主党、国民新党建立了联合政权。但在2010年，因美军普天间基地搬迁问题，社民党与民主党发生分歧，社民党退出了聯合政權。
2020年末，部分黨員轉投立憲民主黨。

## 历任党首
| 代 | 党首 | 党首       | 期                            | 在任期間                                                             | 備考                                                 |
| -- | ---- | ---------- | ----------------------------- | -------------------------------------------------------------------- | ---------------------------------------------------- |
| 1  |      | 村山富市   | 1                             | 1996年1月19日－1996年9月28日                                         | 预备第41届日本众议院议员总选举。                     |
| 2  |      | 土井多贺子 | 2                             | 1996年9月28日－1998年12月22日                                        | 任期届满。                                           |
| 2  | 3    | 土井多贺子 | 1998年12月22日－2000年1月21日 | 第41届日本众议院议员总选举败北，自民党社民党联立政权结束。任期届满。 |                                                      |
| 2  | 4    | 土井多贺子 | 2000年1月21日－2002年3月26日  | 任期届满                                                             |                                                      |
| 2  | 5    | 土井多贺子 | 2002年3月26日－2003年11月15日 | 第43届日本众议院议员总选举败北辞职。                                 |                                                      |
| 3  |      | 福島瑞穂   | 6                             | 2003年11月15日－2005年12月2日                                        | 任期届满。                                           |
| 3  | 7    | 福島瑞穂   | 2005年12月2日－2007年11月27日 | 任期届满。                                                           |                                                      |
| 3  | 8    | 福島瑞穂   | 2007年11月27日－2009年12月4日 | 加入民主党、社民党、国民新党联立政权，任国务大臣。任期届满。         |                                                      |
| 3  | 9    | 福島瑞穂   | 2009年12月4日－2012年1月20日  | 因普天间基地搬迁问题脱离联立政权。任期届满。                         |                                                      |
| 3  | 10   | 福島瑞穂   | 2012年1月20日－2013年7月25日  | 第46届日本众议院议员总选举、第23屆日本參議院議員通常選舉败北辞职。   |                                                      |
| ―  |      | 又市征治   | ―                             | 2013年7月25日－2013年10月26日                                        | 福岛瑞穗辞职后任党首代行                             |
| 4  |      | 吉田忠智   | 11                            | 2013年10月26日－2016年2月24日                                        | 自1996年易名後首次有競爭的黨代表選舉，任期屆滿。     |
| 4  | 12   | 吉田忠智   | 2016年2月24日－2018年2月23日  | 任期屆滿。                                                           |                                                      |
| 5  |      | 又市征治   | 13                            | 2018年2月23日－2020年2月23日                                         | 任期屆滿。                                           |
| 6  |      | 福島瑞穂   | 14                            | 2020年2月23日－2022年2月14日                                         | 自前社會黨以來第二次重新擔任該黨的領導人。任期届满。 |
| 6  | 15   | 福島瑞穂   | 2022年2月14日－2024年2月23日  | 任期届满。                                                           |                                                      |
| 6  | 16   | 福島瑞穂   | 2024年2月23日－               |                                                                      |                                                      |

## 選舉

### 眾議院
| 選舉         | 当選/候補者 | 定数 | 得票数（得票率）  | 得票数（得票率）   | 註記                                            |
| 選舉         | 当選/候補者 | 定数 | 選舉区            | 比例代表           | 註記                                            |
| ------------ | ----------- | ---- | ----------------- | ------------------ | ----------------------------------------------- |
| （改称時）   | 63/-        | 511  |                   |                    | 第41屆眾議員選舉前為30席 （大多數轉移至民主黨） |
| 第41回總選舉 | ●15/48      | 500  | 1,240,649（2.2%） | 3,547,240（6.4%）  |                                                 |
| 第42回總選舉 | ○19/76      | 480  | 2,315,235（3.8%） | 5,603,680（9.4%）  |                                                 |
| 第43回總選舉 | ●6/65       | 480  | 1,708,672（2.9%） | 3,027,390（5.1%）  |                                                 |
| 第44回總選舉 | ○7/45       | 480  | 996,007（1.5%）   | 3,719,522（5.5%）  |                                                 |
| 第45回總選舉 | ●7/37       | 480  | 1,376,739（2.0%） | 3,006,160（4.3%）  | 離党-2                                          |
| 第46回總選舉 | ●2/33       | 480  | 451,762（0.7%）   | 1,420,790（2.3%）  |                                                 |
| 第47回總選舉 | ●2/25       | 475  | 419,347（0.7%）   | 1,314,441（2.4%）  |                                                 |
| 第48回總選舉 | ●2/21       | 465  | 634,719（1.15%）  | 941,324（1.69%）   | 離党-1                                          |
| 第49回總選舉 | ●1/15       | 465  | 313,193（0.55%）  | 1,018,588（1.77%） |                                                 |

### 參議院
| 選舉           | 当選/候補者     | 非改選 | 定数 | 得票数（得票率）  | 得票数（得票率）   | 註記                                            |
| 選舉           | 当選/候補者     | 非改選 | 定数 | 選舉区            | 比例代表           | 註記                                            |
| -------------- | --------------- | ------ | ---- | ----------------- | ------------------ | ----------------------------------------------- |
| （改称時）     | 39/-            | -      | 252  |                   |                    | 第18屆參議員選舉前為20席 （大多数轉移至民主党） |
| 第18回通常選舉 | ●5/37           | 8      | 252  | 2,403,649（4.3%） | 4,370,763（7.8%）  |                                                 |
| 第19回通常選舉 | ●3/24           | 5      | 247  | 1,874,299（3.5%） | 3,628,635（6.6%）  |                                                 |
| 第20回通常選舉 | ●2（会派+1）/15 | 3      | 242  | 984,338（1.8%）   | 2,990,665（5.4%）  |                                                 |
| 第21回通常選舉 | ●2/23           | 3      | 242  | 1,352,018（2.3%） | 2,634,713（4.5%）  |                                                 |
| 第22回通常選舉 | ●2/14           | 2      | 242  | 602,684（1.0%）   | 2,242,735（3.8%）  | 无所属共同推荐。候补也有4人,但全部落选。        |
| 第23回通常選舉 | ●1/9            | 2      | 242  | 271,547（0.5%）   | 1,255,235（2.4%）  |                                                 |
| 第24回通常選舉 | ●1/11           | 1      | 242  | 289,899（0.5%）   | 1,536,238（2.7%）  |                                                 |
| 第25回通常選舉 | 1/7             | 1      | 245  | 191,820（0.38%）  | 1,046,011（2.09%） | 離黨-1                                          |

## 外部連結
- 官方網站（日語）